# Соколов, Николай Семёнович (водевилист)
Никола́й Семёнович Соколо́в (конец 1810-х — после 1850) — русский водевилист 1830—1840-х годов, поэт, возможный автор песни «Шумел, горел пожар московский».

## Биография
Жил в городе Москве. Окончил 1-ю московскую гимназию (1832), Медико-хирургическую академию (1833—1836), затем давал частные уроки. Соколов эпизодически выступал как поэт, но не поднимался выше эпигонского романтизма.
Нелестные отзывы о его творчестве принадлежат Виссариону Белинскому (относившему его произведения на «задний двор российской словесности») и Петру Плетнёву, который отказал ему в остроумии. Тем не менее водевилист пользовался популярностью наряду с Михаилом Загоскиным и Дмитрием Ленским. Некоторые сочинения Соколова запрещались цензурой.
Действие водевилей Соколова происходит в купеческой и чиновничьей среде на фоне метких зарисовок быта, интрига основана на любовном сюжете (расчёт торжествует обычно над чувством), куплеты часто имеют острую сатирическую направленность (против взяточничества, страсти к чинам и богатству).
В 1850 году в подборке за подписью «Н. Соколов» в альманахе «Поэтические эскизы» появилось стихотворение о Наполеоне I «Он», ставшее песней:

Шумел, горел пожар московский,

Дым расстилался по реке —

А на стенах вдали кремлёвских

Стоял он в сером сюртуке.

И призадумался великий,

Скрестивши руки на груди —

Он видел огненное море,

Он видел гибель впереди…

Обнаруживший публикацию 1850 г. Иван Розанов в 1928 году отождествил автора этих стихов с Николаем Соколовым. Нет полной уверенности в том, что эта подборка (и соответственно стихотворение «Он») принадлежит водевилисту Соколову (ввиду распространённости фамилии, некоторых различий в стиле и почти 10-летнего временного разрыва между подборкой «Поэтических эскизов» и последними публикациями Н. С. Соколова).

## Публикации
- «Лидин, или Жертва предрассудка», повесть (М., 1834, подпись Н. С.)
- «Барон Брамбеус», водевиль (М., 1835),
- «Евгения», повесть (М., 1837, анонимно)
- «Приезд жениха, или святочный вечер в купеческом доме» (М, 1838) — в московском репертуаре до 1855 (с М. С. Щепкиным и В. И. Живокини в главных ролях), на провинциальной сцене до 1863.
- «Невеста под замком», ком. (СПб., 1839),
- «Провинциальный муж и его жена», вод. (1839),
- «Проказники, или деревенские женихи», ком. (М., 1840),
- «Вторник на Фоминой неделе», вод. (М., 1840),
- «Женихи-чудаки», ком. (М., 1841)
- «Смерть Ивана Сусанина», драма (М., 1841)
и многие другие